# Tabula rasa
Tabula rasa (неисписана табла) је латински превод Аристотеловог израза из списа О души којим се означава елементарно или анимално стање душе кад још ништа на њој није исписано. Касније овај термин бива употребљен у нововековном спору између рационалиста и емпириста. Њиме су емпиристи тврдили да се човек рађа без икаквих урођених знања, као празна табла. Израз је постао шире познат тек у употреби Џона Лока.
Tabula rasa у извесним педагошким и психолошким теоријама приступа развоју личности ставом по којем се човек рађа потпуно „празан“, па се све што поседује стиче искључиво искуством и васпитањем, односно социјализацијом.